# Ла-Марса
Ла-Марса (араб. المرسى) — місто в Тунісі. Входить до складу вілаєту Туніс. Станом на 2004 рік тут проживало 77 890 осіб.

## Історія
Історія міста бере свій початок за часів держави Карфаген, а саме з найстарішого району Мегара. У романі «Саламбо» письменника Гюстава Флобера описується бенкет в цьому районі, влаштований воєначальником Гамилькаром для своїх найманців. За припущенням археологів Марса був важливим портом. Після арабського завоювання в місті побудували рибат, який став не тільки фортецею, а й місцем освіти та суфійської культури. Саме в цьому місті 8 червня 1883 року було підписано Конвенцію Ла-Марса між Францією і Тунісом, яка посилила владу Франції над своїм протекторатом.